# Bir Isa
Bir Isa – wieś w Syrii, w muhafazie Ar-Rakka, w dystrykcie Tall Abjad. W 2004 roku liczyła 2030 mieszkańców.